# پراسات سیخورافوم
پراسات سیخورافوم (تایلندی: ปราสาทศีขรภูมิ) یک معبد خمر است که در تایلند واقع شده است و بین شهرهای سورین و سیساکت واقع شده است. در قرن دوازدهم توسط پادشاه سوریاوارمان دوم برای عبادت هندو ساخته شد.
این معبد از پنج برج ماسه‌سنگی و آجری تشکیل گردیده و بر پایه‌ای از لاتریت ساخته شده است. نقش‌های برجسته ماسه سنگی روی برج اصلی وجود دارد که شیوا، برهما، گانشا، ویشنو و اوما را به تصویر می‌کشد. چهارچوب درها دارای مجموعه ای از آپسرا، دواتا و دواراپالاست. این معبد در قرن شانزدهم برای استفاده توسط بوداییان تغییرات کاربری داشت. مشارکت‌های معماری تحت تأثیر لائوس در سقف‌های برج مشهود است. این نام از کلمه سانسکریت شیخارا هند جنوبی به معنای پناهگاه برج گرفته شده است.

## نگارخانه

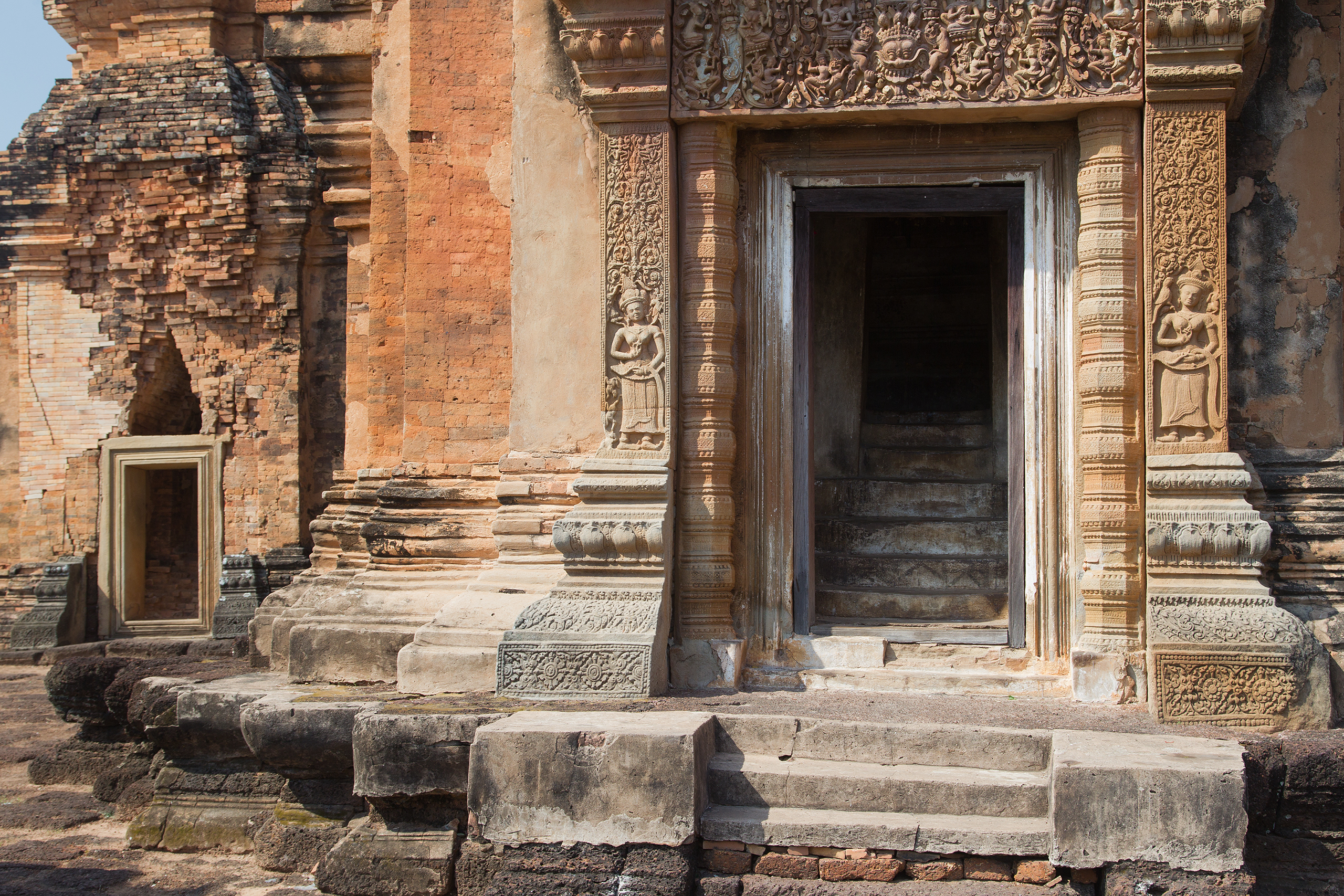
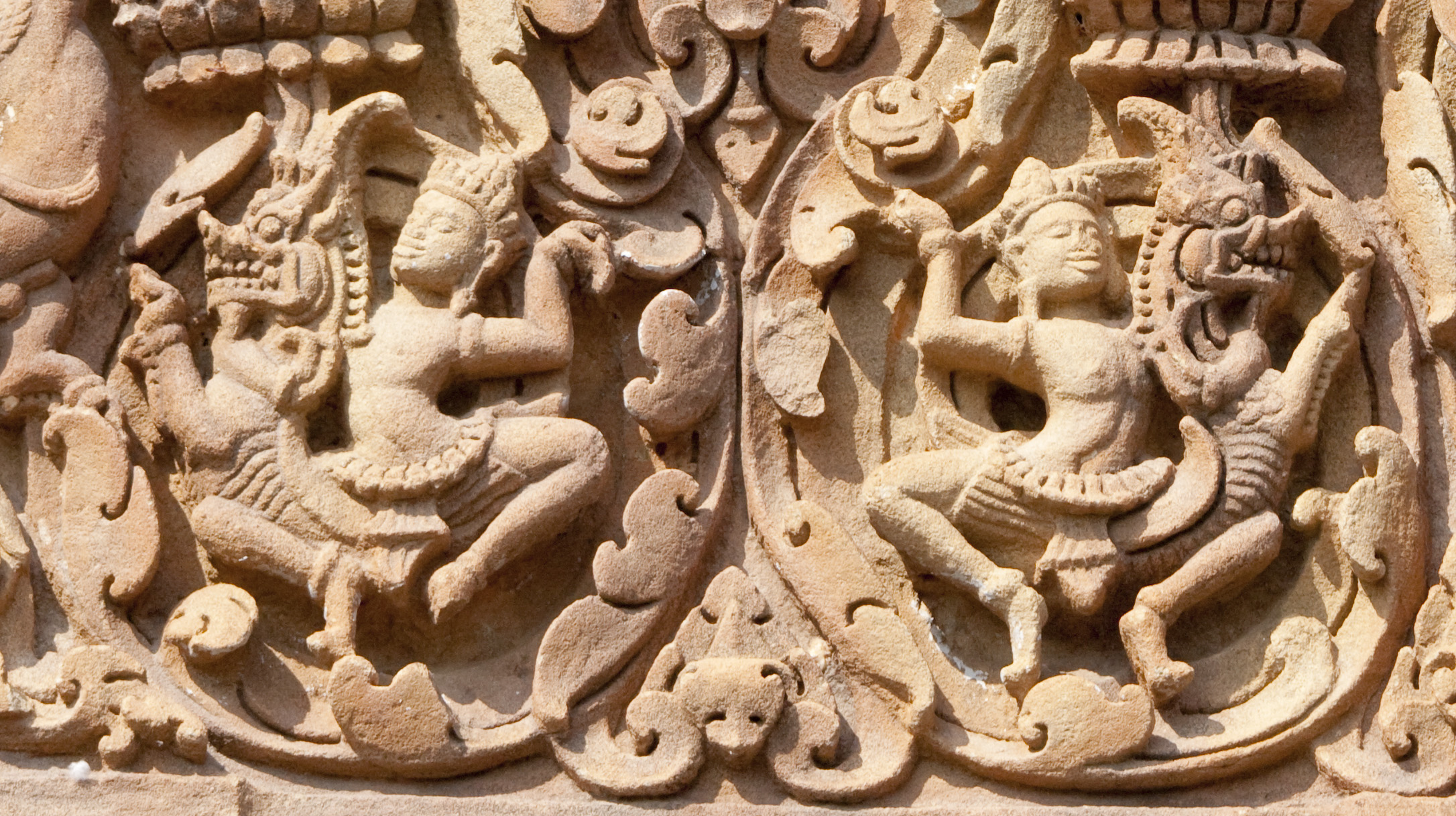
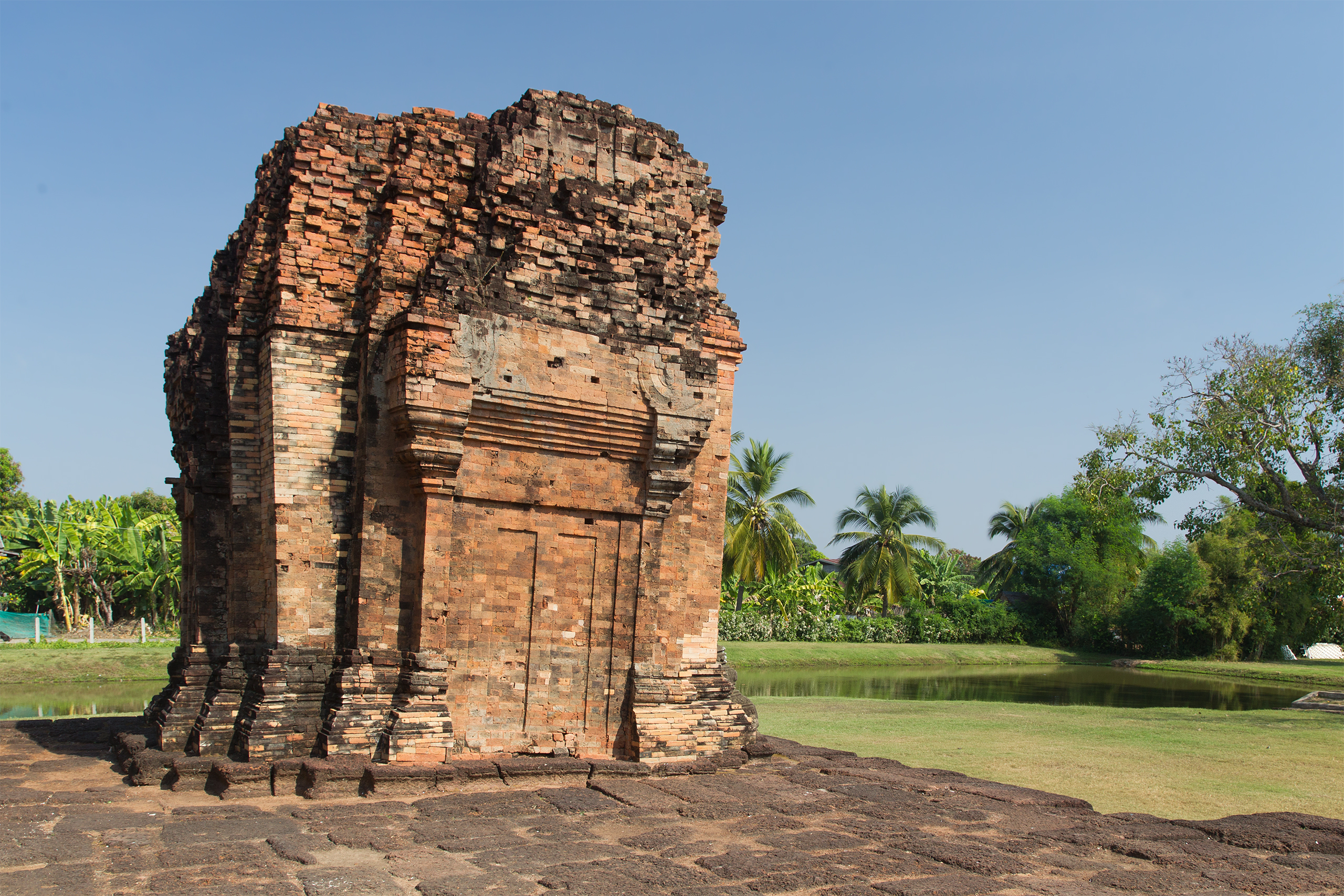
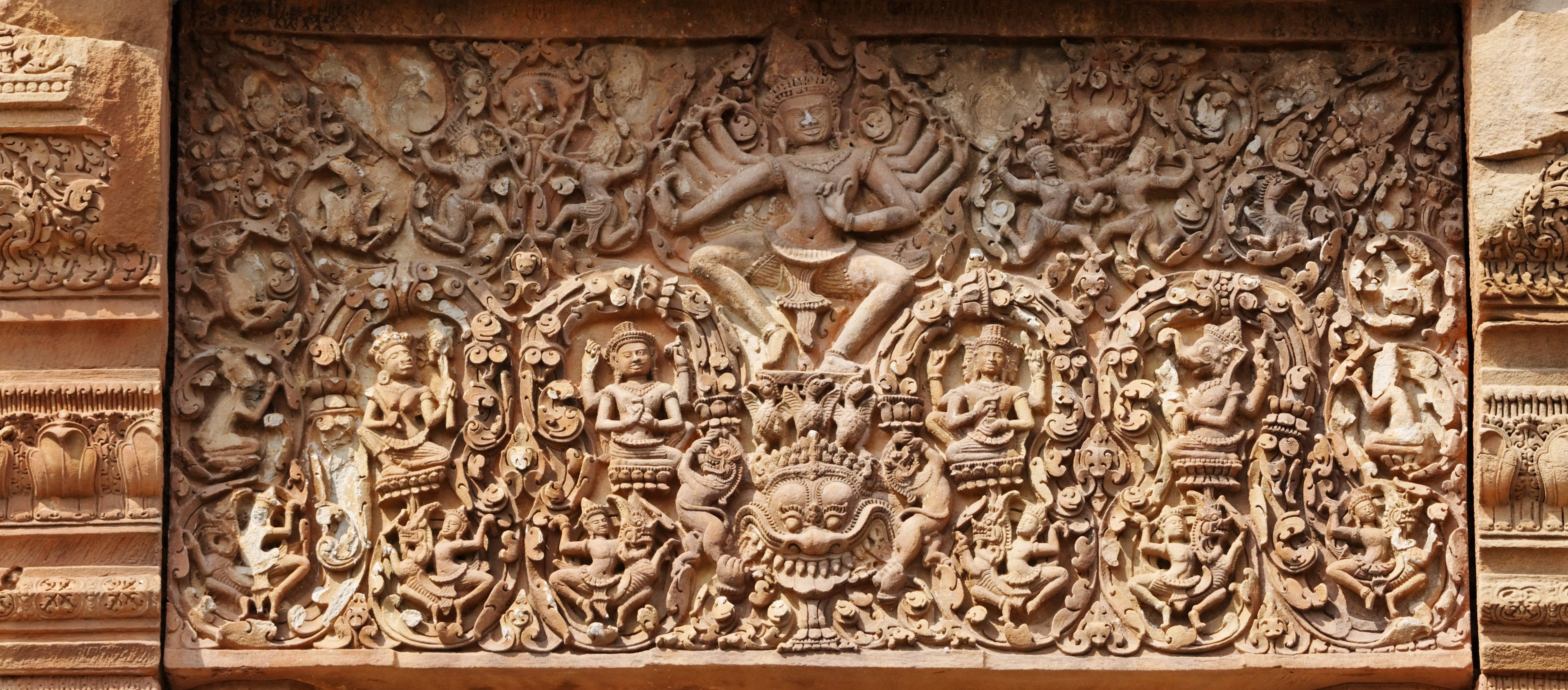